# Morșîn
Morșîn (în ucraineană Моршин, în poloneză Morszyn) este un oraș raional din raionul Strîi, regiunea Liov, Ucraina. În afara localității principale, nu cuprinde și alte sate.

## Demografie
Componența lingvistică a orașului Morșîn
     Ucraineană (95,87%)
     Rusă (3,83%)
     Alte limbi (0,1%)
Conform recensământului din 2001, majoritatea populației orașului Morșîn era vorbitoare de ucraineană (95,87%), existând în minoritate și vorbitori de rusă (3,83%).

## Galerie de imagini

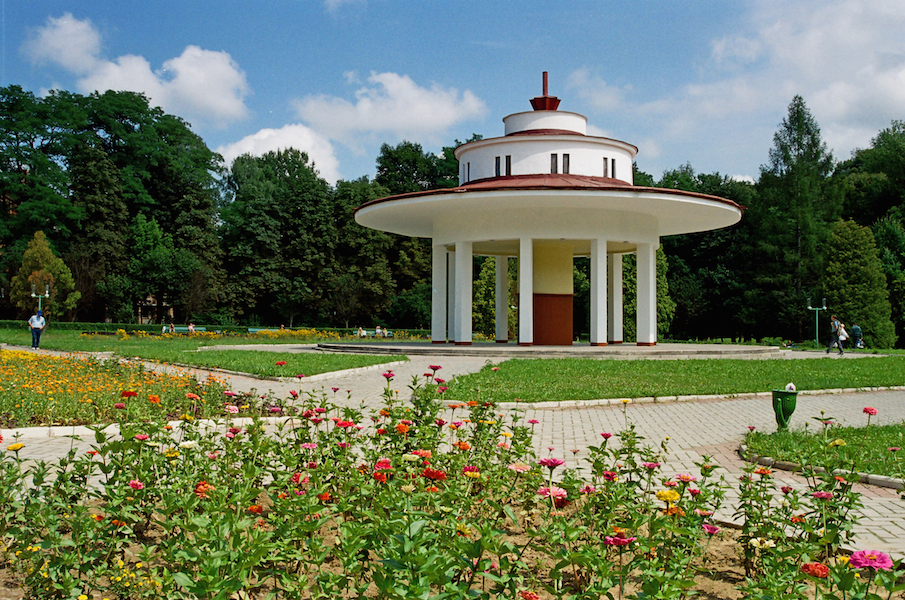
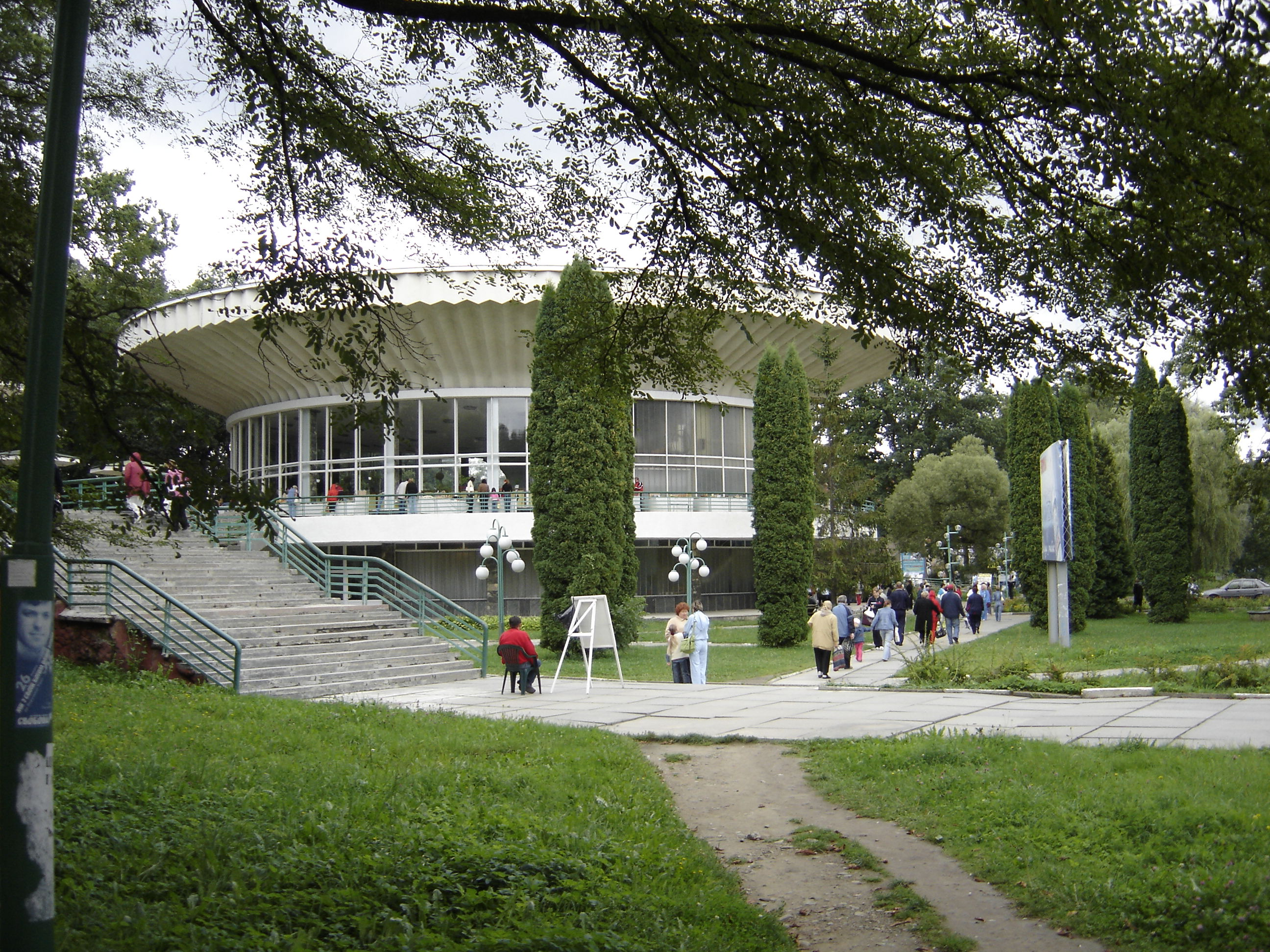
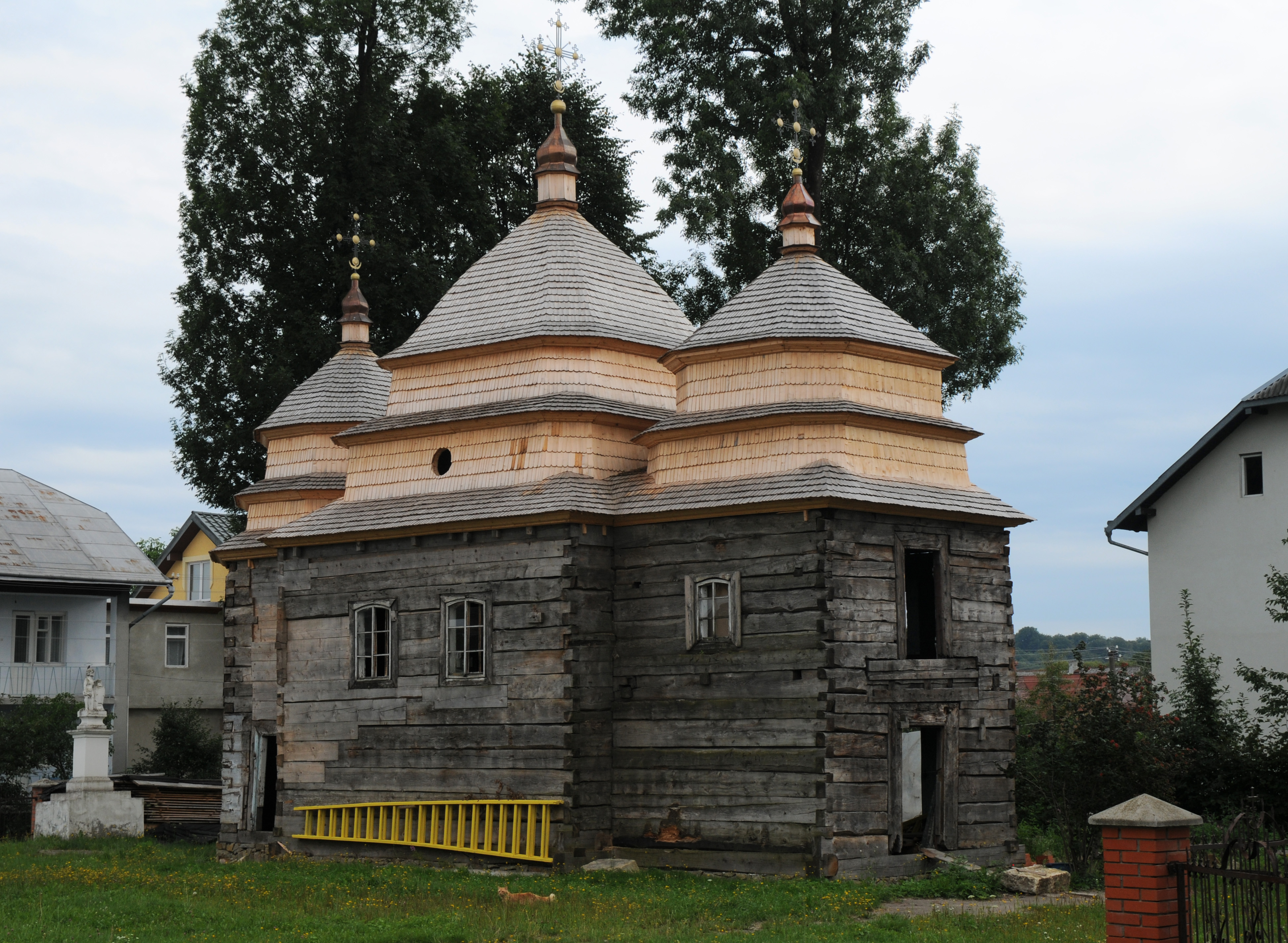
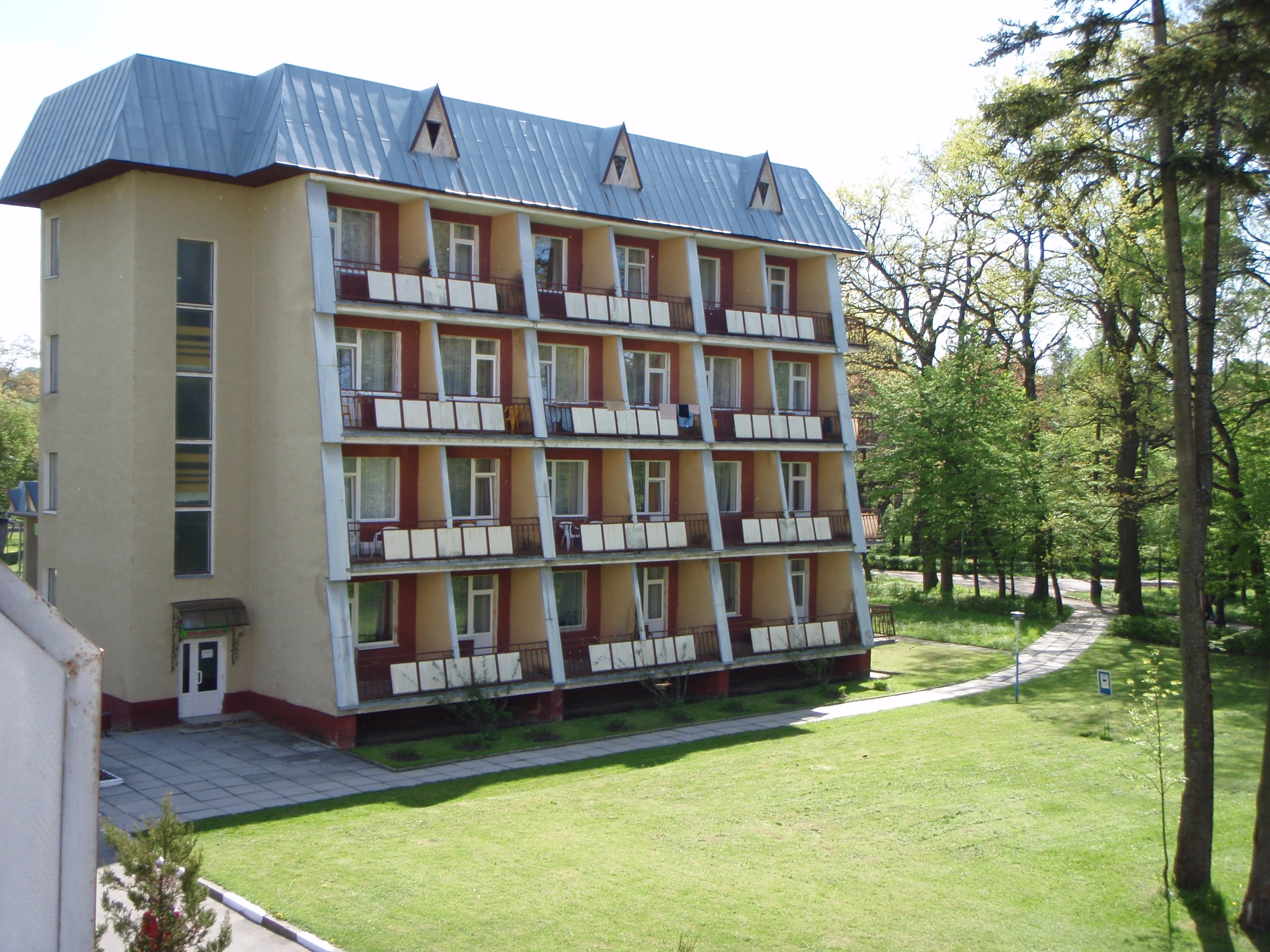
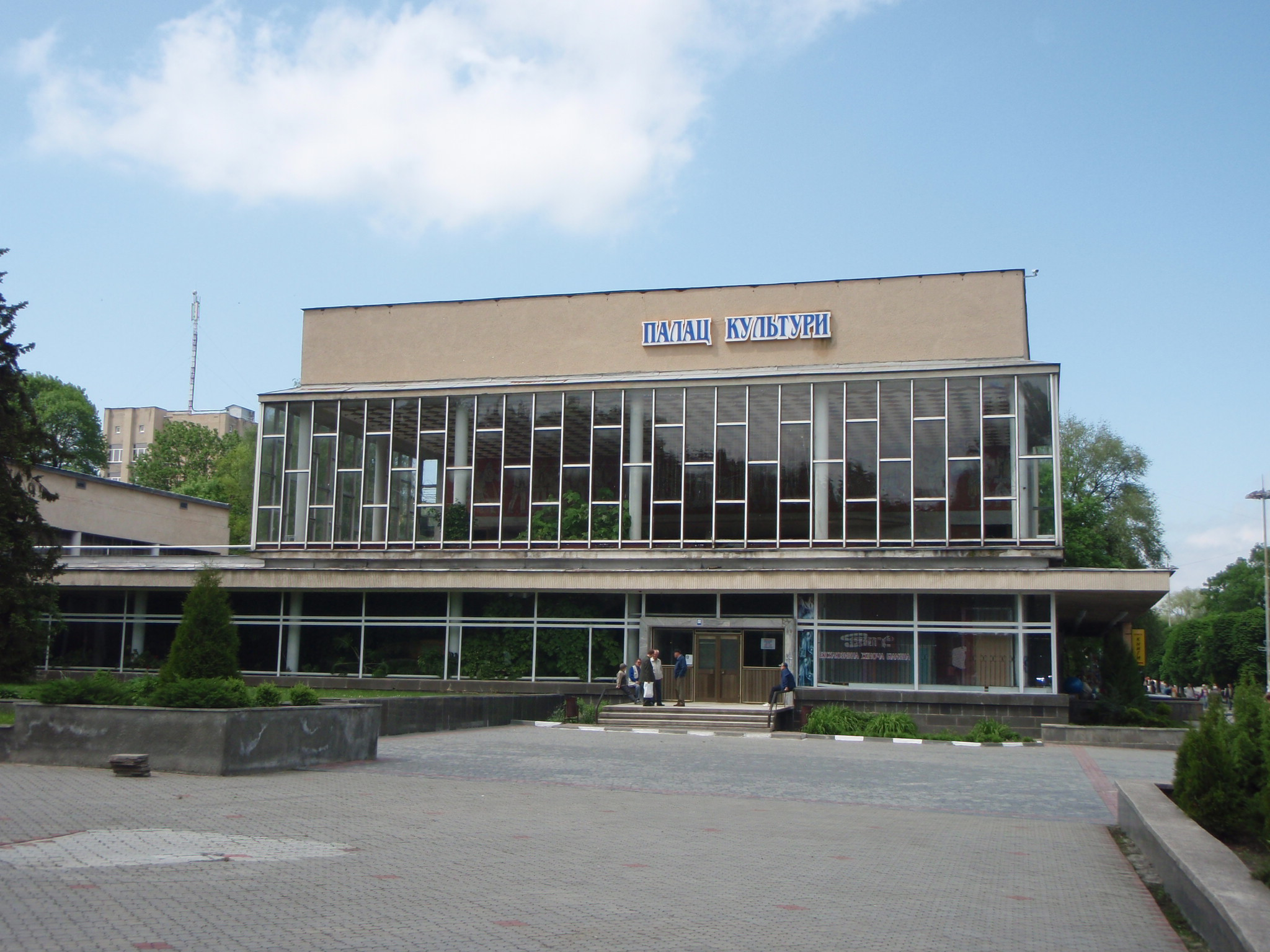

## Istorie
Regatul Poloniei 1482–1569

 Uniunea statală polono-lituaniană 1569–1772

 Imperiul Habsburgic 1772–1804

 Imperiul Austriac 1804–1867

 Austro-Ungaria 1867–1918

 Republica Populară a Ucrainei Occidentale 1918–1919

 Republica Polonă 1919–1939

 Uniunea Sovietică (ocupația) 1939–1941

 Imperiul German (ocupația) 1941–1944

 Uniunea Sovietică (ocupația) 1944–1945

 Uniunea Sovietică 1945–1991

 Ucraina 1991–prezent 